# جامعة لينشبورغ
جامعة لينشبورغ (بالإنجليزية: University of Lynchburg)، كانت تُعرف سابقًا باسم كلية لينشبورغ، هي جامعة خاصة تقع في مدينة لينشبورغ بولاية فرجينيا، الولايات المتحدة الأمريكية. ترتبط الجامعة بالكنيسة المسيحية – تلاميذ المسيح
يبلغ عدد طلاب الجامعة حوالي 2,800 طالب من مرحلتي البكالوريوس والدراسات العليا، وتمتد مساحة الحرم الجامعي إلى حوالي 264 فدانًا.

## التاريخ
تأسست جامعة لينشبورغ في عام 1903م من قبل الدكتور جوزيفوس هوبوود في كلية فرجينيا المسيحية، وهي مؤسسة انتقائية ومستقلة ومختلطة وسكنية تابعة للكنيسة المسيحية (تلاميذ المسيح).
كان هوبوود رئيسًا لكلية ميليغان في تينيسي عندما اتصلت به مجموعة من الوزراء ورجال الأعمال حول إنشاء كلية في لينشبورج. وافق على أن يكون رئيسًا، وبعد ذلك اشترت المجموعة منتجع ويست اوفر الفاشل مقابل 13500 دولار، لتأمين حرم لينشبورغ الحالي. عمل هوبوود مع زوجته سارة إليانور لارو هوبوود لإنشاء الكلية بناءً على رؤيتهم المشتركة.
كانت جامعة لينشبورغ أول مؤسسة في الولايات المتحدة تدرب الفيزيائيين والمهندسين النوويين على مشروع ان اس سافانه بأمر من الرئيس آيزنهاور، للمساعدة في تطوير وتشغيل أول سفينة تعمل بالطاقة النووية في العالم.
غيرت المؤسسة اسمها رسميًا إلى كلية لينشبورغ في عام 1919م، مستشهدة بدائرة انتخابية امتدت إلى ما وراء فرجينيا.
حافظت الجامعة على التزامها الأصلي بتعليم الفنون الحرة. بدءًا من 11 من أعضاء هيئة التدريس و 55 طالبًا، نمت الكلية إلى 159 من أعضاء هيئة التدريس بدوام كامل و 2800 من الطلاب الجامعيين والخريجين. تقدم الجامعة 39 تخصصًا و 49 برنامجا ثانويا، وبرنامجين للحصول على درجة علمية مزدوجة، وبرنامج ويستاوفر اونورز، وتقدم درجات الدراسات العليا في الماجستير في الآداب، وماجستير في إدارة الأعمال، وماجستير في التربية، وماجستير العلوم في التمريض، بالإضافة إلى برامج الدكتوراه في العلاج الطبيعي والقيادة التربوية. اعتبارًا من ديسمبر 2016، تنتظر الجامعة الاعتماد لبرنامج درجة دكتوراه في العلوم الطبية لمساعدي الأطباء الممارسين.
كتب ترنيمة جامعة لينشبورغ بواسطة الخريجين بول إ. ووترز. تتضمن أغنية معركة الكلية عبارة «ولدت هورنيت ولدت هورنيت وعندما أموت، سأكون ميتًا على هورنت».
في خريف عام 1994، بعد بضعة أشهر من تقديم إنتل لمعالجها المصغر بينتيوم، كان توماس نايسلي، يقوم بحسابات تتعلق بتوزيع الأعداد الأولية واكتشف خلل بنتنيوم إف دي آي في. غادر نايسلي كلية لينشبورغ في عام 2000.
في يوليو 2018 غيرت الجامعة اسمها من كلية لينشبورغ إلى جامعة لينشبورغ. 
جامعة لينشبورغ هي أيضًا شريك في موقع تجميع البيانات يو اس أي فاكتس.

### الرؤساء
| الدكتور جوزيفوس هوبوود       | 1903-1911             |
| الدكتور سانت ويليس           | 1911-1912             |
| السيد قو ديفيس               | 1912-1914             |
| السيد ماثيو كلارك (بالنيابة) | 1914-1915             |
| الدكتور جون ت. هوندلي        | 1915-1936             |
| الدكتور رايلي ب. مونتغمري    | 1936-1949             |
| الدكتور أورفيل دبليو ويك '32 | 1949-1964             |
| الدكتور كاري بروير '49       | 1964-1983             |
| الدكتور جورج ن. رينزفورد     | 1983-1993             |
| الدكتور تشارلز أو وارن       | 1993-2001             |
| الدكتور كينيث ر              | 2001 إلى الوقت الحاضر |

## الحرم الجامعي والحياة في الحرم الجامعي

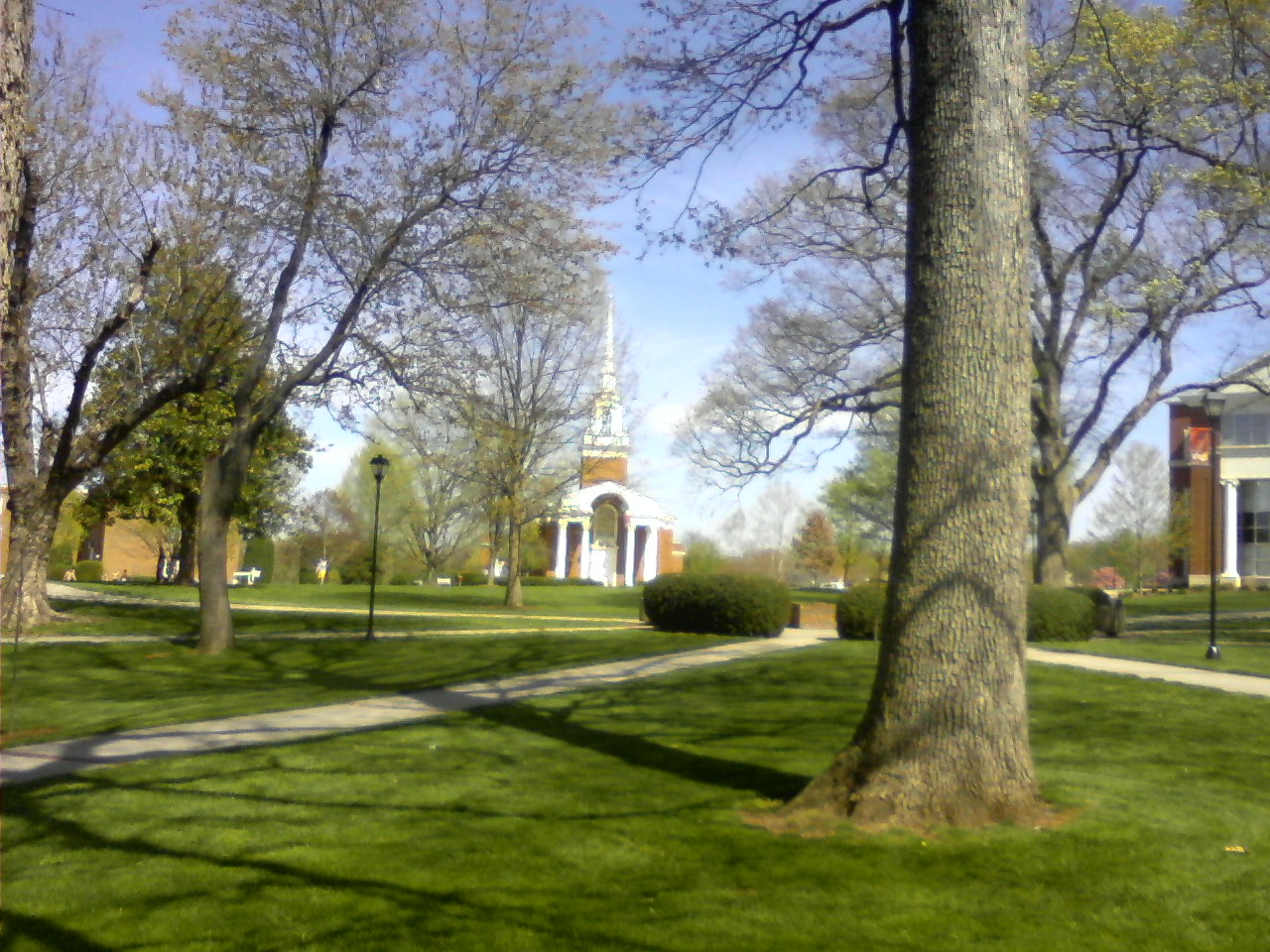
حرم جامعة لينشبورغ

تقع جامعة لينشبورغ في لينشبورغ بولاية فرجينيا، على بعد حوالي 180 ميلًا جنوب غرب واشنطن العاصمة، في سفوح جبال فرجينيا الوسطى بوسط فرجينيا. وهي تحتل مساحة 250 أكر (1.0 كـم2) في لينشبورغ وله مركز أبحاث بيئي منفصل على 470 أكر (1.9 كـم2)، مركز دراسات الطبيعة كلايتور، يقع على بعد حوالي 40 دقيقة من الحرم الجامعي. يعيش معظم الطلاب في الحرم الجامعي وفي المنازل القريبة المملوكة للجامعة.

### المنظمات الطلابية
تضم جامعة لينشبورغ أكثر من 40 ناديًا ومنظمة للطلاب للمشاركة فيها. أمثلة على أنواع المنظمات هي الحياة اليونانية والحكومة الطلابية والحياة الروحية والمنظمات التطوعية وبرامج القيادة والمنشورات.
الجمعيات الرجالية
| منظمة             | رمز | كنية      | الفصل            |
| ----------------- | --- | --------- | ---------------- |
| فاي كابا تاو      | ΦΚΤ | فاي تاو   | زيتا إبسيلون     |
| سيجما نو          | ΣΝ  | التوقيع ش | مو تشي           |
| سيجما فاي إبسيلون | ΣΦΕ | سيق إيب   | فرجينيا اوميكرون |

الجمعيات النسائية
| منظمة             | رمز | كنية        | الفصل         |
| ----------------- | --- | ----------- | ------------- |
| ألفا تشي أوميغا   | ΑΧΩ | تشي يا      | اوتا اوميقرون |
| ألفا سيجما ألفا   | ΑΣΑ | ك           | زيتا أبسيلون  |
| كابا دلتا         | ΚΔ  | كي دي       | زيتا نو       |
| سيجما سيجما سيجما | ΣΣΣ | ثلاثي سيجما | إيتا أبسيلون  |

المجلس القومي لعموم الهيلينية الأخويات والجمعيات النسائية
| منظمة           | رمز | كنية      | الفصل          |
| --------------- | --- | --------- | -------------- |
| ألفا كابا ألفا  | ΑΚΑ | اكا       | اوميكرون سيجما |
| ألفا فاي ألفا   | ΑΦΑ | أشعة الفا | سيجما بي       |
| دلتا سيجما ثيتا | ΔΣΘ | دلتا      | إيتا أبسيلون   |

## خريجون متميزون
| اسم             | معروف ب                                                                      | العلاقة بكلية لينشبورج |
| --------------- | ---------------------------------------------------------------------------- | --- |
| براد بابكوك     | مدرب البيسبول الكلية والمسؤول                                                | بكالوريوس، 1963 |
| الأصدقاء بيلي   | مدير بيسبول محترف، مدرب سابق في الدوري                                       | بكالوريوس تربية رياضية، 1979 |
| ريان كرانستون   | لاعب لاكروس في الدوري السابق                                                 | تخرج |
| بوب داف         | سناتور - ولاية كونيتيكت                                                      | مكتبة الإسكندرية، 1993، سيجما فاي إبسيلون |
| جيري فالويل     | مؤسس جامعة ليبرتي                                                            | طالب الصحافة قبل الانتقال إلى كلية الكتاب المقدس المعمدانية |
| تيد جوليك       | الأسقفية الأسقفية                                                            | تخرج |
| وليام ج. هادن   | القسيس، الجيش الأمريكي والبحرية الأمريكية، والكنيسة الأسقفية                 | بكالوريوس، 1944 |
| فرانكلين بي هول | فيرجينيا بيت المندوبين                                                       | تخرج |
| ويت هايدن       | الساحر، الفنان                                                               | بكالوريوس، 1972 |
| جون هوبز        | دوري البيسبول لاعب رئيسي                                                     | مكتبة الإسكندرية، 1978 |
| هوارد كيستر     | واعظ، منظم، ناشط ومؤلف                                                       | بكالوريوس، 1924 |
| روبرت أ. ماكي   | عضو مجلس النواب في ولاية ماريلاند                                            | بكالوريوس في العلوم السياسية في عام 1971 دكتوراه غاري فيليبس عام 1971 جامعة فاندربيلت، 1982 دراسات العهد الجديد وعلم اللغويات، أعلى درجة في كلية الدراسات العليا، باريس، 1975-1976 م. مدرسة ديف فاندربيلت اللاهوتية، 1974 دراسات التوراة، اللاهوت، ماجنا كوم لاود، أفضل أستاذة في كلية واباش. |
| ديردري كوين     | ممثلة                                                                        | 1993 بكالوريوس في المسرح |
| جيسامين شومات   | فنان ورسام                                                                   | 1940 |
| سيتسوكو ثورلو   | ناشط في مكافحة الأسلحة النووية قبل عام 2017 بجائزة نوبل للسلام نيابة عن ICAN | بكالوريوس في علم الاجتماع في عام 1955 |
| بيرسي ووتون     | رئيس الجمعية الطبية الأمريكية                                                | تخرج |

كانت كاثرين سويتزر أول امرأة تدير ماراثون بوسطن رسميًا. حضرت لمدة عامين.

## روابط خارجية
- الموقع الرسمي
- الموقع الرسمي لألعاب القوى